# Skřivánek (zámek)
Zámek Skřivánek stojí v areálu zemědělského družstva u vsi Skřivánek, části obce Okrouhlička.

## Historie
První písemná zmínka o vsi pochází z roku 1733, kdy zde již stál panský dvůr. V té době patřil Skřivánek pod panství Úsobí. V roce 1793 jej Jan Antonín Richlý (psaný také jako Rychlý) vyňal z úsobského panství, osamostatnil a vytvořil nové panství. V roce 1797 k němu připojil Okrouhličku. Roku 1810 panství přešlo na Ignáce Jana Richlého, který v jihovýchodní části dvora nechal vystavět klasicistní zámek. Majitelé na něm pravděpodobně nikdy nesídlili a zámek sloužil především správě panství. Po Ignácově smrti došlo k rychlému střídání majitelů – v roce 1821 jej získal Jiří Prokop z Lilienwaldu, v roce 1832 Josef Benedikt Heller a po něm Antonín Hohenzollern-Sigmaringen. Následně došlo k připojení k panství Střítež. Posledními majiteli před znárodněním byli Václav a Emilie Červení. Po roce 1948 přešel zámek do správy JZD Okrouhlička a postupně jednotlivé budovy dvora zchátraly. Kromě zámku se dochovaly i dva stodoly. Na místě zbořených staveb byl vystavěn kravín. Postupně došlo k odstranění veškerých zámeckých fasád a interiérů. Dnes je zámek prázdný, napaden houbou a nezadržitelně míří ke svému zániku.